# Список вулиць Львова (Г)
Список усіх вулиць Львова, що починаються на літеру Г
У списку вулиці подані за алфавітом. Назви вулиць на честь людей відсортовані за прізвищем і подаються у форматі Прізвище Ім'я і/або Посада. Якщо вулиця названа за цілісним псевдонімом або прізвиськом, то сортування відбувається за першої літерою псевдоніма або імені, тобто Лесі Українки — на літеру Л, Марка Вовчка, Марка Черемшини — на М, Олени Пчілки — на О, Панаса Мирного — на П, Янки Купали — на Я тощо.
Курсивом позначені зниклі вулиці.
Колір фону у списку залежить від типу урбаноніма.
| Назва                        | Тип    | Колишні назви | Район                                | Місцевість                                           | Рік затв. | Джерела              |
| ---------------------------- | ------ | --- | ------------------------------------ | ---------------------------------------------------- | --------- | -------------------- |
| Гаврилишина Богдана          | вулиця | Глибока (Кривчиці), Визвольна | Личаківський                         | Великі Кривчиці                                      | 2022      | ВЛ, ГМ, Л            |
| Гавришкевича Сильвестра      | вулиця | Джевна, Шютцерґассе, Стшелєцка, Шарфшютценґассе, Стрілецька, Данила Галицького | Галицький                            | Центр                                                | 1993      | ВЛ, ПСВЛ, ІВЛ, ГЄ, Л |
| Газова                       | вулиця | Газова, Ґазверкґассе | Галицький                            | Центр                                                | 1944      | ВЛ, ПСВЛ, ГЄ, Л      |
| Гайворонського Михайла       | вулиця | Ольшевскєґо, Гроховска бочна, Бялоленцка, Реґерґассе, Бялоленцька, Білопільська, Примакова | Франківський                         | Новий Світ                                           | 1993      | ВЛ, ПСВЛ, ІВЛ, ВП, Л |
| Гайдамацька                  | вулиця | Свєнтей Параскеви, Бальонова, Балльонґассе, Балонна, Балонова | Шевченківський                       | Підзамче                                             | 1946      | ВЛ, ПСВЛ, ВП, Л      |
| Гайдучка Степана             | вулиця | Дубаса | Личаківський                         | Великі Кривчиці                                      | 1993      | ВЛ, ПСВЛ, ВП, Л      |
| Гайова                       | вулиця | Гайова, Ґайґассе | Залізничний                          | Левандівка                                           | 1944      | ВЛ, ПСВЛ, ВП, Л      |
| Гайовської Любомири          | вулиця | | Залізничний                          | Білогорща                                            | 2001      | ПСВЛ, ВП, Л          |
| Галечко Софії                | вулиця | Бічна Милятинська, Гудкова | Личаківський                         | Знесіння                                             | 1991      | ВЛ, ПСВЛ, ІВЛ, ВП, Л |
| Галицька                     | вулиця | Галіцка, Галічштрассе | Галицький                            | Центр                                                | 1944      | ВЛ, ПСВЛ, ВП, Л      |
| Галицька                     | площа  | Пляц Галіцкі, Галічпляц | Галицький                            | Центр                                                | 1944      | ВЛ, ПСВЛ, ВП, Л      |
| Галицької Армії              | вулиця | Кадецка бочна, Гербуртув, Майєнштрасе, Гербуртів, Глінки | Галицький                            | Вулька                                               | 2022      | ВЛ, ПСВЛ, ІВЛ, ВП, Л |
| Галілея Галілео              | вулиця | Піярув бочна, Піярув бочна ІІ, Ридиґєра, Нікітіна, Ридігера | Личаківський                         | Личаків                                              | 1946      | ВЛ, ПСВЛ, ІВЛ, ВП, Л |
| Гамалії Миколи               | вулиця | Свєнтеґо Флоріана, Флоріанґассе, Святого Флоріана | Личаківський                         | Знесіння                                             | 1946      | ВЛ, ПСВЛ, ІВЛ, ВП, Л |
| Ганкевича Лева               | вулиця | Дружинна | Залізничний                          | Левандівка                                           | 1993      | ВЛ, ПСВЛ, ІВЛ, ВП, Л |
| Ганцова Всеволода            | вулиця | Рейсова | Залізничний                          | Сигнівка                                             | 1993      | ВЛ, ПСВЛ, ІВЛ, ВП, Л |
| Гарматія Луки                | вулиця | Парафіяльна бочна, Зиґньовер-Пфарр-Небенґассе, Бічна Каховська | Залізничний                          | Сигнівка                                             | 1993      | ВЛ, ПСВЛ, ІВЛ, ВП, Л |
| Гашека Ярослава              | вулиця | Броньова | Сихівський                           | Боднарівка                                           | 1993      | ВЛ, ПСВЛ, ІВЛ, ВП, Л |
| Героїв Крут                  | вулиця | Ґданьска, Данціґерґассе, Гданська, Дружби | Сихівський                           | На Помірках                                          | 1993      | ВЛ, ПСВЛ, ВП, Л      |
| Героїв Майдану               | вулиця | Паркґассе, Кадецка, Пеовякув (частина), Тельмана, Бескіденштрассе, Кадетська, Гвардійська | Франківський                         | Вулька                                               | 2014      | ВЛ, ПСВЛ, ВП, Л      |
| Героїв Маріуполя             | вулиця | Войтовска, Грінченкоґассе, Войтівська, Маріупольська, Козланюка | Личаківський                         | Личаків                                              | 2022      | ВЛ, ПСВЛ, ІВЛ, ВП, Л |
| Героїв УПА                   | вулиця | Цментарна бочна, Піллєрувка, Польна, Львовскіх дзєці, Тургенівська, Гінденбургштрассе, Львівських дітей, Тургенєва | Франківський                         | Новий Світ                                           | 2008      | ВЛ, ПСВЛ, ВП, Л      |
| Гіацинтова                   | вулиця | | Залізничний                          | Сигнівка                                             | 1957      | ВЛ, ПСВЛ, ВП, Л      |
| Гіпсова                      | вулиця | Блотна, Ґіпсова, Ріфтгофенґассе, Гіпсова, Брестська | Франківський                         | Кульпарків, Новий Світ                               | 1991      | ВЛ, ПСВЛ, ВП, Л      |
| Гірника Олекси               | вулиця | Бічна Вагонна | Залізничний                          | Сигнівка                                             | 1993      | ВЛ, ПСВЛ, ВП, Л      |
| Гладишевського Євгена        | вулиця | Стшемє, Ленцінґштрассе, Менделєєва | Галицький                            | Центр                                                | 2022      | ПСВЛ, ІВЛ, ВП, Л     |
| Глибока                      | вулиця | Канонєрска, Ґлембока, Пініньскєґо, Йоркґассе, Глибока, Чекістів | Франківський                         | Новий Світ                                           | 1990      | ВЛ, ПСВЛ, ВП, Л      |
| Глиняна                      | вулиця | | Личаківський                         | Великі Кривчиці                                      | 1962      | ВЛ, ПСВЛ, ВП, Л      |
| Глинянський Тракт            | вулиця | Дроґа до Малих Кшивчиц, Ґліняньскі тракт, Бічна Глинянського тракту | Личаківський                         | Великі Кривчиці                                      | 1944      | ВЛ, ПСВЛ, ВП, Л      |
| Глібова Леоніда              | вулиця | Ґарнцарска бочна, Ґолембя, Хмєльовскєґо, Гохштрассе, Хмельовського | Галицький                            | Цитадель                                             | 1945      | ВЛ, ПСВЛ, ІВЛ, ВП, Л |
| Глухий Кут                   | вулиця | Тупикова | Личаківський                         | Пасіки                                               | 1993      | ВЛ, ПСВЛ, ВП, Л      |
| Гнатевича Богдана            | вулиця | Ліпкова, Лінденгольцґассе, Липкова, Тютюнника | Личаківський                         | Нове Знесіння                                        | 1993      | ВЛ, ПСВЛ, ІВЛ, ВП, Л |
| Гнатюка Володимира           | вулиця | Єзуїцка (Поєзуїцка), Яґеллоньска, Чернишевського, Ягеллонська, Поліцайштрассе, Горького | Галицький                            | Центр                                                | 1992      | ВЛ, ПСВЛ, ВП, Л      |
| Гніздовського Якова          | вулиця | Жданова, Левандівська | Залізничний                          | Левандівка                                           | 1993      | ВЛ, ПСВЛ, ІВЛ, ВП, Л |
| Гоголя Миколи                | вулиця | До Єзуїцкєго саду, Почтова Нова, Зиґмунтовска, Челюскінців, Зиґмундштрассе, Зиґмунтівська | Галицький                            | Центр                                                | 1944      | ВЛ, ПСВЛ, ІВЛ, ВП, Л |
| Годованця Микити             | вулиця | Бічна Мостова | Залізничний                          | Сигнівка                                             | 1993      | ВЛ, ПСВЛ, ІВЛ, ВП, Л |
| Голинського Михайла          | вулиця | Бівакова, Бівакґассе | Личаківський                         | Великі Кривчиці                                      | 1933      | ВЛ, ПСВЛ, ІВЛ, ВП, Л |
| Головатого Антіна            | вулиця | Бічна Терешкової, Заячківського | Залізничний                          | Сигнівка                                             | 1991      | ВЛ, ПСВЛ, ІВЛ, ВП, Л |
| Головацького Якова           | вулиця | Ґловацкєґо, Могильницькийґассе, Гловацького | Залізничний                          | Привокзальна                                         | 1950      | ВЛ, ПСВЛ, ІВЛ, ВП, Л |
| Голубина                     | вулиця | Ґолембя, Таубенґассе, Голембя | Залізничний                          | Сигнівка                                             | 1950      | ВЛ, ПСВЛ, ВП, Л      |
| Голубовича Сидора            | вулиця | Нємцевіча, Смотрицькийґассе, Нємцевича, Свердлова | Залізничний                          | Привокзальна                                         | 1991      | ВЛ, ПСВЛ, ІВЛ, ВП, Л |
| Голубця Миколи               | вулиця | Уланув Язловєцкіх, Яляненґассе, Уланів Язловецьких, Першої Кінної | Личаківський                         | Ялівець                                              | 1991      | ВЛ, ПСВЛ, ІВЛ, ВП, Л |
| Гонти Івана                  | вулиця | Косьцєльна, Кірхенштрассе, Костельна | Галицький                            | Центр                                                | 1950      | ВЛ, ПСВЛ, ІВЛ, ВП, Л |
| Горбачевського Івана         | вулиця | Іссаковіча, Руненґассе, Ісаковича, Крилова | Франківський                         | Новий Світ                                           | 1993      | ВЛ, ПСВЛ, ІВЛ, ВП, Л |
| Горбкова                     | вулиця | Ґурна, Паґуркова, Гюґельґассе, Пагуркова | Шевченківський                       | Клепарів                                             | 1946      | ВЛ, ПСВЛ, ВП, Л      |
| Гординських                  | вулиця | 29 Лістопала бочна, Норвіда, Ґраф Люнкерґассе, Алтайська | Франківський                         | Новий Світ                                           | 1993      | ВЛ, ПСВЛ, ІВЛ, ВП, Л |
| Гордієнка Костя              | вулиця | | Шевченківський                       | Замарстинів                                          |           | ВЛ, ПСВЛ, ІВЛ, ВП, Л |
| Гориня Михайла               | вулиця | Скрипника | Сихівський                           | Сихів                                                | 2022      | ПСВЛ, ІВЛ, ВП, Л     |
| Горівська                    | вулиця | Бічна Яловець | Личаківський                         | Ялівець                                              | 1993      | ВЛ, ПСВЛ, ВП, Л      |
| Горіхова                     | вулиця | Бічна Корейська | Личаківський                         | Знесіння                                             | 1958      | ВЛ, ПСВЛ, ВП, Л      |
| Горліса-Горського Юрія       | вулиця | Залізнична (Кривчиці), Тепловозна | Личаківський                         | Знесіння                                             | 1993      | ВЛ, ПСВЛ, ІВЛ, ВП, Л |
| Горобинна                    | вулиця | Шкарпова (Кам'янка) | Шевченківський                       | Рясне                                                | 1958      | ВЛ, ПСВЛ, ВП, Л      |
| Городницька                  | вулиця | Огродніцка, Ґартнерґассе, Огродницька, Городнича | Шевченківський                       | Замарстинів                                          | 1993      | ВЛ, ПСВЛ, ВП, Л      |
| Городоцька                   | вулиця | ділянка суч. пл. Торгова — вул. Шевченка: Сьвєнтей Анни, Сьвєнтей Анни в ІІ дзєльніци, Казімєжовска, Казімєжа Велькєго, Казимірштрассе, Казимирівська, Чапаєва, 1 Травня; ділянка суч. вул. Шевченка — вул. Залізнична: Краковска дроґа, Ґрудецка (Ґрудекерштрассе), Токажевскєґо, Вінерштрассе, Городецька, 1 Травня; ділянка суч. вул. Залізнична — вул. Боберського: Краковска дроґа, Ґрудецка (Ґрудекерштрассе), Городецька, 1 Травня; ділянка суч. вул. Боберського — межа міста: Краковска дроґа за рогатком, Боґданувка, Ґрудецка, Городецька, 1 Травня | Галицький, Залізничний, Франківський | Центр, Богданівка, Привокзальна, Сигнівка, Скнилівок | 1990      | ВЛ, ПСВЛ, ВП, Л      |
| Горської Алли                | вулиця | Кубасєвіча, Круппґасссе, Кубасевича, Міуська | Франківський                         | Привокзальна                                         | 1993      | ВЛ, ПСВЛ, ІВЛ, ВП, Л |
| Господарська                 | вулиця | Господарска, Віртшафтсґассе | Шевченківський                       | Замарстинів                                          | 1944      | ВЛ, ПСВЛ, ВП, Л      |
| Гостинна                     | вулиця | | Сихівський                           | Сихів                                                | 1958      | ВЛ, ПСВЛ, ВП, Л      |
| Гостомельська                | вулиця | Дагестанська | Залізничний                          | Сигнівка                                             | 2022      | ВЛ, ПСВЛ, ГЄ, Л      |
| Грабова                      | вулиця | Жимірскєґо, Жимирського | Шевченківський                       | Замарстинів                                          | 1950      | ВЛ, ПСВЛ, ВП, Л      |
| Грабовського Павла           | вулиця | Свєнтего Лазажа, Лазарусґассе, Ґорнунґштрассе, Святого Лазаря, Писарєва | Галицький                            | Цитадель                                             | 1946      | ВЛ, ПСВЛ, ІВЛ, ВП, Л |
| Граб'янки Григорія           | вулиця | Черепанових | Франківський                         | Кульпарків                                           | 1992      | ВЛ, ПСВЛ, ІВЛ, ВП, Л |
| Гранична                     | вулиця | Хорошеґо, Ґранічна, Ґренцґассе | Шевченківський                       | Клепарів                                             | 1944      | ВЛ, ПСВЛ, ВП, Л      |
| Гранітна                     | вулиця | Бічна Міцкевича (с. Гори) | Личаківський                         | Гори                                                 | 1958      | ВЛ, ПСВЛ, ВП, Л      |
| Гребінки Євгена              | вулиця | Подлєскєґо, Колонієнштрассе, Подлєвського | Галицький                            | Центр                                                | 1946      | ВЛ, ПСВЛ, ІВЛ, ВП, Л |
| Грекова Олександра, генерала | вулиця | Арцішевскєґо, Стеценкоґассе, Арцишевського, Транспортна | Шевченківський                       | Клепарів                                             | 1991      | ВЛ, ПСВЛ, ІВЛ, ВП, Л |
| Грецька                      | вулиця | Пелчинска бочна, Ґрецка, Брахмондштрассе | Галицький                            | Центр                                                | 1944      | ВЛ, ПСВЛ, ВП, Л      |
| Гречана                      | вулиця | Бочна Ґрудецкєй дроґі, Ляуера, Гричана, Ґрютцеґассе | Залізничний                          | Сигнівка                                             | 1944      | ВЛ, ПСВЛ, ВП, Л      |
| Грибова                      | вулиця | Урвана, Колишка | Личаківський                         | Пасіки                                               | 1950      | ВЛ, ПСВЛ, ВП, Л      |
| Григоренка Петра             | площа  | Єзуіцкі, Ягєллоньска (частина), Смолькі, 17 Вересня, Смольки, Смолькіпляц, Перемоги | Галицький                            | Центр                                                | 1993      | ВЛ, ПСВЛ, ІВЛ, ВП, Л |
| Григоровича Івана            | вулиця | Малєцкєґо, Бееренштрассе, Малецького | Галицький                            | Центр                                                | 1946      | ВЛ, ПСВЛ, ІВЛ, ВП, Л |
| Грицая Дмитра                | вулиця | Квяткувка, Зєльона бочна, Павліковскєґо, Павліковського, Вересаєва | Личаківський                         | Погулянка                                            | 1992      | ВЛ, ПСВЛ, ІВЛ, ВП, Л |
| Грінченка Бориса             | вулиця | Кірова (Збоїща) | Шевченківський                       | Збоїща                                               | 1958      | ВЛ, ПСВЛ, ІВЛ, ВП, Л |
| Грузинська                   | вулиця | Ґрудецка бочна, Ґлоґовскєґо, Глоговського | Залізничний                          | Сигнівка                                             | 1950      | ВЛ, ПСВЛ, ВП, Л      |
| Грушева                      | вулиця | За Букєм, Ґрабскєґо, Грабського | Личаківський                         | Личаків                                              | 1950      | ВЛ, ПСВЛ, ВП, Л      |
| Грушевського Михайла         | вулиця | Ніколяусвег, Академіцка (Унівеситецка нова), Свєнтеґо Міколая, Ніколяусштрассе, Святого Миколая, Щербакова | Галицький                            | Центр                                                | 1990      | ВЛ, ПСВЛ, ІВЛ, ВП, Л |
| Грюнвальдська                | вулиця | Ґрунвальдска, Танненберґштрассе | Франківський                         | Новий Світ                                           | 1944      | ВЛ, ПСВЛ, ВП, Л      |
| Грядкова                     | вулиця | Ґжондкова | Личаківський                         | Нове Знесіння                                        | 1946      | ВЛ, ПСВЛ, ВП, Л      |
| Гузара Любомира, патріарха   | вулиця | Красіньскєґо, Шілльґассе, Красінського, Льва Толстого | Галицький                            | Снопків                                              | 2022      | ПСВЛ, ІВЛ, ВП, Л     |
| Гулака-Артемовського Петра   | вулиця | Мілковскєґо, Мілковського | Личаківський                         | Центр                                                | 1946      | ВЛ, ПСВЛ, ІВЛ, ВП, Л |
| Гуні Дмитра                  | вулиця | Скорупкі | Шевченківський                       | Клепарів                                             | 1950      | ВЛ, ПСВЛ, ІВЛ, ВП, Л |
| Гусяк Дарії                  | вулиця | Алембекув, Алембекґассе, Алембеків, Таманська | Галицький                            | Центр                                                | 2024      | ПСВЛ, ВП, Л          |
| Гуцульська                   | вулиця | До Кошар (Кошарова), Червона, Унії Любєльскєй, Ауершперґґассе, Унії Любельської | Галицький                            | Центр                                                | 1944      | ВЛ, МД, ГЄ, Л        |
| Гушалевича Івана             | вулиця | Провіантова | Залізничний                          | Підзамче                                             | 1993      | ВЛ, ПСВЛ, ІВЛ, ВП, Л |